# Madina Nalwanga
Madina Nalwanga (2000) é uma atriz ugandense. Tornou-se famosa por seu papel como Phiona em Queen of Katwe, da Disney. O filme retrata a vida de Phiona Mutesi, de Uganda, que vive em uma favela em Katwe e aprende a jogar xadrez, tornando-se uma Mestre Enxadrista. Por sua atuação no filme, ganhou o prêmio de atriz mais promissora no Africa Movie Academy Awards de 2017 em Lagos, Nigéria. Também foi agraciada com o NAACP Image Awards, o Women Film Critics Circle Award, e foi indicada ao Critic's Choice Award.

## Biografia
Nalwanga nasceu em Katwe, um bairro pobre de Kampala, Uganda, e passou sua infância vendendo milho nas ruas. Nalwanga foi descoberta por um diretor de elenco em uma aula de dança comunitária em Kabalagala, uma favela de Kampala conhecida pela prostituição.
Durante as filmagens de Queen of Katwe, David Oyelowo levou Nalwanga para ver Jurassic World com outras crianças da produção, e descobriram que ela nunca tinha visto um filme quando questionou: "É isso o que estamos fazendo?" Quando assistiu a Queen of Katwe, era apenas a segunda vez que tinha entrado em um cinema. Aos dezessete anos de idade, a Forbesnomeou-a para sua lista "30 Under 30" de 2018, sendo a mais jovem listada. De acordo com um estudo do Departamento de Economia da Universidade de Oxford, os alunos em Uganda que assistiram a Queen of Katwe antes de passarem por provas nacionais receberam notas mais altas do que os que não haviam assistido.